# رجیس بروارد
رجیس بروارد (انگلیسی: Régis Brouard؛ زادهٔ ۱۷ ژانویهٔ ۱۹۶۷) بازیکن فوتبال اهل فرانسه است.
از باشگاه‌هایی که در آن بازی کرده‌است می‌توان به باشگاه فوتبال کن، باشگاه فوتبال کان، باشگاه ورزشی مون‌پلیه، باشگاه فوتبال نیم المپیک، و باشگاه فوتبال ستاره سرخ اشاره کرد.